# 3분
"3분"(Three Minutes)은 미국의 텔레비전 드라마 로스트 시즌 2 22번째 에피소드이자 로스트 시리즈 전체를 통틀어 47번째가 되는 에피소드로 이 에피소드의 감독은 스테픈 윌리엄스, 각본은 에드워드 키치스와 애덤 호로위츠가 공동으로 맡았다. 2006년 5월 17일 ABC를 통해 첫 방영되었다. 마이클 도슨이 이 에피소드의 플래시백으로 등장한다.

## 평가
방영시 약 1467만명의 미국인이 이 에피소드를 시청했다.